# Roman Rees
Roman Rees (* 1. března 1993 Freiburg im Breisgau) je německý biatlonista.
Ve své dosavadní kariéře zvítězil ve Světovém poháru v jednom individuálním závodě, když ovládl vytrvalostní závod v Östersundu v listopadu 2023. V kolektivních závodech se čtyřikrát umístil na druhém místě, a to včetně závodu mužských štafet na Mistrovství světa 2019.
Ve světovém poháru nastoupil poprvé v listopadu 2016 ve vytrvalostním závodě v Östersundu, kde dojel na 48. místě.

## Výsledky

### Olympijské hry a mistrovství světa
| Sezóna  | Akce | Místo                | SP  | SZ  | HZ  | IZ  | ŠT | SŠT | SZD | Věk    |
| ------- | ---- | -------------------- | --- | --- | --- | --- | -- | --- | --- | ------ |
| 2019/20 | MS   | Östersund            | –   | –   | –   | 20. | 2. | –   | –   | 26 let |
| 2020/21 | MS   | Pokljuka             | –   | –   | –   | 10. | 7. | –   | –   | 27 let |
| 2021/22 | ZOH  | Peking               | 17. | 6.  | 7.  | 14. | 4. | –   | ×   | 28 let |
| 2022/23 | MS   | Oberhof              | 19. | 10. | 18. | 21. | 5. | 6.  | –   | 29 let |
| 2023/24 | MS   | Nové Město na Moravě | –   | –   |     | 13. |    | –   |     | 30 let |

Poznámka: Výsledky z olympijských her se do hodnocení světového poháru nezapočítávají, výsledky z mistrovství světa se dříve započítávaly, od mistrovství světa v roce 2023 se nezapočítávají.

## Vítězství v závodech světového poháru, na mistrovství světa a olympijských hrách

### Individuální
| Č. | sezóna    | datum              | místo              | disciplína         |
| -- | --------- | ------------------ | ------------------ | ------------------ |
| 1. | 2023/2024 | 26. listopadu 2023 | Östersund, Švédsko | vytrvalostní závod |